# Уильям, принц Уэльский
Уи́льям, принц Уэльский (англ. William, Prince of Wales), полное имя Уи́льям Арту́р Фили́пп Лу́и (англ. William Arthur Philip Louis; род. 21 июня 1982, Лондон) — старший сын короля Великобритании Карла III и его первой жены — Дианы, принцессы Уэльской, наследник британского престола с 8 сентября 2022 года.

## Биография

### Детство и юность
Уильям появился на свет 21 июня 1982 года в 21:03 вечера в госпитале Святой Марии в лондонском районе Паддингтон. Он стал первым наследным принцем, рождённым вне королевского дворца. Стал объектом внимания папарацци сразу же, как появился на свет: уже при выходе из роддома принц Чарльз и принцесса Диана с младенцем попали под объективы фотокамер многочисленных фотографов, желавших первыми сделать фото наследника.
4 августа 1982 года принц был крещён архиепископом Кентерберийским Робертом Ранси в Букингемском дворце и получил имя Уильям Артур Филипп Луис.
У Уильяма есть младший брат, принц Гарри (род. 1984).
С 1990 по 1995 год принц посещал школу-пансион Ладгроув в Беркшире. Уильям жил в комнате с четырьмя другими учениками и исполнял все обязанности наравне с остальными. В школе он был капитаном хоккейной команды и команды по регби, увлекался плаванием, хорошо играл в футбол и баскетбол, а также не раз представлял школу на соревнованиях по марафонскому бегу на пересечённой местности.

### Образование
После школы Уильям поступил в знаменитый Итонский колледж, где изучал географию, биологию и историю искусств. Принц всегда был прилежным учеником и получал хорошие оценки как по профильным предметам, так и по воспитанию, и легко находил общий язык со сверстниками. Благодаря общительности, природному такту и скромности при абсолютном отсутствии заносчивости он быстро обзаводился друзьями и знакомыми. В колледже он жил в отдельной комнате и пользовался отдельной душевой из соображений безопасности.
Когда в августе 1996 года родители Уильяма развелись, принц тяжело переживал это. Он всегда был ближе к матери, чем к отцу; принцесса Диана, которая и после развода считалась членом королевской семьи и жила в Кенсингтонском дворце, много общалась с детьми.
Большим ударом в жизни принца стало 31 августа 1997 года, когда его мать, принцесса Диана, погибла в автокатастрофе в Париже. О трагедии принц узнал только 1 сентября от отца, так как принц Чарльз запретил детям иметь в доме радио. Уильям принимал участие в организации похорон. Он и брат, принц Гарри, шли за гробом матери в похоронной процессии до самого Вестминстерского аббатства, где прошли похороны. В этот период давняя неприязнь Уильяма к прессе обострилась до предела: он винил папарацци в смерти матери.
В июле 2000 года, после окончания Итонского колледжа принц, как и многие студенты, решил на год сделать перерыв в учёбе. Он много путешествовал, посетил Чили, вслед за своей матерью, активно занимавшейся благотворительностью, побывал в странах Африки и даже работал на английской молочной ферме. По истечении года принц Уильям решил поступать в престижный Сент-Эндрюсский университет в Шотландии, и вскоре стал студентом. Своё совершеннолетие (по британским законам оно наступает в 21 год) принц отпраздновал вечеринкой в африканском стиле, которую провёл в Виндзорском замке под присмотром самой королевы.
Дипломная работа принца в 2005 году была посвящена коралловым рифам. Он окончил университет с очень хорошими результатами, и в этом превзошёл своего отца, выпускника Кембриджа. Некоторое время после окончания университета Уильям работал и занимался общественно полезными делами, например, был представителем Елизаветы II в Новой Зеландии, в городах Веллингтон и Окленд на торжествах, посвящённых 60-й годовщине окончания Второй мировой войны.

### Военная служба
В мае 2006 принц Уильям поступил в Королевскую Военную Академию Сэндхерст. В декабре 2006 года он получил офицерское звание и поступил в полк Королевские и Синие. В этом плане его карьера не отличается от карьеры его предков по мужской линии — в Великобритании любой потенциальный монарх должен иметь офицерское звание, так как становясь монархом, он формально возглавляет вооружённые силы страны.
В 2009 году, по окончании лётной школы в Крэнуэлле, был переведён в Королевские военно-воздушные силы и повышен в звании до капитана (Flight Lieutenant). До сентября 2013 года был пилотом спасательного вертолёта, в конце ноября 2011 года участвовал в операции по спасению российских моряков с затонувшего судна «Свонлэнд».

### Принц Уэльский (с 2022)
8 сентября 2022 года, после того, как бабушка Уильяма Елизавета II умерла, и его отец, принц Чарльз, стал королём Карлом III, сам он стал наследником британского престола по линии отца, а также унаследовал титулы герцога Корнуольского и Ротсейского, графа Каррика, барона Ренфру, лорда Островов и принца и великого стюарда Шотландии. При этом титулы принца Уэльского и графа Честера, которые традиционно носят наследники британского престола, не являются автоматически наследуемыми, их должен воссоздавать король. 9 сентября Карл III в телевизионном обращении к нации объявил о присвоении сыну титула принца Уэльского (он произнёс этот титул на английском и валлийском языках). Уже с этого момента Уильям официально именуется принцем Уэльским, хотя формальный патент на титулы «принц Уэльский» и «граф Честер» был дан королём лишь 13 февраля 2023 года.
В декабре 2024 года принц Уильям представлял Великобританию на церемонии открытия собора Парижской Богоматери.

### Деятельность
С 2015 года по 2017 год принц был пилотом санитарного вертолёта благотворительной организации East Anglian Air Ambulance.
В мае 2006 года принц Уильям стал преемником своего дяди, герцога Йоркского, на посту президента Футбольной ассоциации Англии. Будучи активным спортсменом, а также болельщиком бирмингемского футбольного клуба «Астон Вилла», он выразил горячее желание привлечь к футболу как можно большее число детей.

## Семья
16 ноября 2010 года Кларенс-хаус объявил о помолвке принца Уильяма и его давней подруги Кейт Миддлтон. Свадьба принца Уильяма и Кэтрин Миддлтон состоялась 29 апреля 2011 года в лондонской Соборной церкви Святого Петра в Вестминстерском аббатстве. В день свадьбы королева Великобритании Елизавета II присвоила внуку титул герцога Кембриджского. Архиепископ Кентерберийский Роуэн Уильямс официально провозгласил принца Уильяма и Кейт Миддлтон мужем и женой.
22 июля 2013 года у супругов родился сын Джордж.
2 мая 2015 года родилась дочь Шарлотта.
23 апреля 2018 года у Уильяма и Кейт родился сын Луи.

## Герб
Согласно обычаям, Уильям как член королевской семьи по достижении восемнадцатилетнего возраста получил собственный герб, основанный на государственном гербе Великобритании.
Блазон
На поросшей зелёной травой лужайке располагается поддерживаемый щитодержателями четверочастный щит. В первом и четвёртом полях щита повторяется герб Англии — три золотых леопарда с лазоревым вооружением в червлёном поле, во втором поле располагается герб Шотландии — проросший лилиями червлёный восстающий лев с лазоревым вооружением в золотом поле с червлёной двойной внутренней каймой, в третьем поле герб Ирландии — золотая арфа с серебряными струнами в лазоревом поле. Поверх щита серебряное титло о трёх концах, обременённое эскалопом (червлёной раковиной-гребешком).
Вокруг щита располагается символ ордена Подвязки.
Щитодержатели: справа — коронованный открытой короной детей наследника трона британский лев c серебряным титлом (как в щите) на шее; слева — шотландский единорог с надетой на шею короной детей наследника трона и серебряным титлом (как в щите) на шее.
Щит коронован короной детей наследника трона с шапкой пэра внутри.
Поверх короны располагается золотой королевский шлем с золотым намётом, подбитым горностаем и золотым нашлемником. Шлем коронован открытой короной детей наследника трона, на которой стоит головой в левую сторону леопард с серебряным титлом (как в щите) на шее.

## Титулы и обращения
- 1982—2011: Его Королевское Высочество принц Уильям Уэльский.
- с 2011: Его Королевское Высочество герцог Кембриджский.
  - в Шотландии: Его Королевское Высочество граф Стратерн.
  - в Северной Ирландии: Его Королевское Высочество барон Каррикфергюс.
- с 2022: Его Королевское Высочество принц Уэльский, герцог Корнуолльский и Кембриджский, граф Честер.
  - в Шотландии: Его Королевское Высочество герцог Ротсей, граф Каррик и Стратерн, барон Ренфру, лорд Островов, принц и великий стюард Шотландии.
  - в Северной Ирландии: Его Королевское Высочество принц Уэльский, герцог Корнуолльский, граф Честер, барон Каррикфергюс.

Полный титул (с 9 сентября 2022 года): Его Королевское Высочество принц Уильям, принц Уэльский, герцог Корнуольский, герцог Ротсей, 1-й герцог Кембриджский, граф Честер, граф Каррик, 1-й граф Стратерн, барон Ренфру, 1-й барон Каррикфергюс, лорд Островов, принц и великий стюард Шотландии.

## Награды
- Орден Подвязки (23 апреля 2008 года)[24].
- Орден Чертополоха (25 мая 2012 года)[25].
- Медаль Золотого юбилея королевы Елизаветы II (6 февраля 2002 года).
- Медаль Бриллиантового юбилея королевы Елизаветы II (6 февраля 2012 года).
- Медаль Объединённого командования «За заслуги» (США, 2008 год)[26].
- Орден Заслуг (Тувалу, 1 октября 2016)[27]
- Медаль Платинового юбилея королевы Елизаветы II (6 февраля 2022 года)
- Великий Магистр Ордена Бани (с 2022 года)
- Коронационная медаль короля Карла III (6 мая 2023 года)
- Великий офицер ордена Почётного легиона (Франция, 8 июля 2025)

## В культуре
В художественном фильме «Спенсер» (2021) принца Уильяма сыграл Джек Нилен.